# France Poker Series Saison 4
Résultats et tournois de la saison 4 du France Poker Series (FPS).

## Résultats et tournois

### FPS 4 Monaco
- Lieu : Monte-Carlo Bay Hotel & Resort, Monte-Carlo,  Monaco[1]
- Prix d'entrée : 1 100 €[1]
- Date : Du 23 au 26 avril 2014[1]
- Nombre de joueurs :  837
- Prize Pool : 811 890 €
- Nombre de places payées :  111

| Place | Nom                              | Prix      |
| ----- | -------------------------------- | --------- |
| 1er   | Yury Nesterenko                  | 150 000 € |
| 2e    | Christophe Malaurie              | 92 000 €  |
| 3e    | Frédéric Durand                  | 65 000 €  |
| 4e    | Florian Exposito                 | 51 000 €  |
| 5e    | Andrey Alexandrovich Lobzhanidze | 38 490 €  |
| 6e    | Georges Yazbeck                  | 28 000 €  |
| 7e    | Gabriel Nassif                   | 20 000 €  |
| 8e    | Roman Korenev                    | 15 000 €  |
| 9e    | Alexander Meoni                  | 13 000 €  |

### FPS 4 Sunfest Cannes
- Lieu : Royal Casino de Cannes-Mandelieu, Mandelieu-la-Napoule,  France[2]
- Prix d'entrée : 1 100 €[2]
- Date : Du 2 au 5 octobre 2014[2]
- Nombre de joueurs :  582
- Prize Pool : 558 720 €
- Nombre de places payées :  71

| Place | Nom               | Prix     |
| ----- | ----------------- | -------- |
| 1er   | Yury Nesterenko   | 91 000 € |
| 2e    | Dominique Franchi | 63 400 € |
| 3e    | Silma Macalou     | 46 500 € |
| 4e    | Mickaël Poirier   | 36 700 € |
| 5e    | Jean-Marie Peyron | 28 200 € |
| 6e    | Vladislav But     | 21 100 € |
| 7e    | Nicolas Guest     | 16 200 € |
| 8e    | Lado Momcilovic   | 13 230 € |
| 9e    | Hugh Cohen        | 11 400 € |

### FPS 4 Étudiants
- Lieu : Casino Barrière de Deauville, Deauville,  France[3]
- Prix d'entrée : 150 €[3]
- Date : 20 décembre 2014[3]
- Nombre de joueurs :  164
- Prize Pool : 21 254 €
- Nombre de places payées :  26

| Place | Nom                 | Prix    |
| ----- | ------------------- | ------- |
| 1er   | Patrick Miangu      | 5 000 € |
| 2e    | Samuel Aigrefeuille | 3 500 € |
| 3e    | Benjamin Dadoun     | 2 174 € |
| 4e    | Wajdi Jribi         | 1 600 € |
| 5e    | Maxence Pouliquen   | 1 220 € |
| 6e    | Sébastian Ribéry    | 1 030 € |
| 7e    | Benjamin Verdier    | 850 €   |
| 8e    | Yann Odonnat        | 670 €   |
| 9e    | David Gervasoni     | 510 €   |

### FPS 4 Deauville Final
- Lieu : Casino Barrière de Deauville, Deauville,  France[4]
- Prix d'entrée : 1 100 €[4]
- Date : Du 28 janvier au 1er février 2015[4]
- Nombre de joueurs :  1 355
- Prize Pool : 1 300 800 €
- Nombre de places payées :  200

| Place | Nom                 | Prix      |
| ----- | ------------------- | --------- |
| 1er   | Anthony Apicella    | 197 000 € |
| 2e    | Felix Lambertz      | 125 500 € |
| 3e    | Nicolas Hamouni     | 88 500 €  |
| 4e    | Ivan Luca           | 68 500 €  |
| 5e    | Vincent Garat       | 53 550 €  |
| 6e    | Abdelkader Medjahed | 40 110 €  |
| 7e    | Yohan Figueiras     | 31 080 €  |
| 8e    | Anthony Picault     | 22 460 €  |
| 9e    | Sacha Israël        | 18 400 €  |